# Jicheng (Pechino)
Ji (薊T, 蓟S) o Jicheng (薊城T, 蓟城S) era un'antica città nel nord della Cina dalla cui evoluzione storico-urbanistica originò la moderna Pechino. Menzionata dai documenti della dinastia Zhou (1045 a.C.) e testimoniata da reperti archeologici del periodo delle primavere e degli autunni (771-476 a.C.), Ji (ubicata nella periferia meridionale dell'attuale Pechino) fu capitale degli antichi stati di Ji e Yan (da cui anche il nome di Yanjing, "Capitale di Yan") fino all'unificazione della Cina da parte della dinastia Qin nel 221 a.C. Successivamente fu capitale prefettizia dello Youzhou sotto la dinastia Han, i tre regni, la dinastia Jin occidentale, i sedici regni, le dinastie settentrionali e la dinastia Sui. Con la creazione di un Jizhou (蓟州) durante la dinastia Tang nell'attuale Municipio di Tianjin, la città di Ji prese il nome di Youzhou. Fu una delle sedici prefetture cedute ai Kitai durante le Cinque Dinastie. La città divenne quindi la capitale meridionale della dinastia Liao e quindi capitale principale della dinastia Jin (1115-1234). Nel XIII secolo Kublai Khan costruì una nuova capitale per la dinastia Yuan a nord di Ji, Khanbaliq, di cui Youzhou divenne un sobborgo. Durante la dinastia Ming Youzhou e Khanbaliq vennero accorpate nella planimetria della nuova capitale, Pechino.

## Storia pre-imperiale

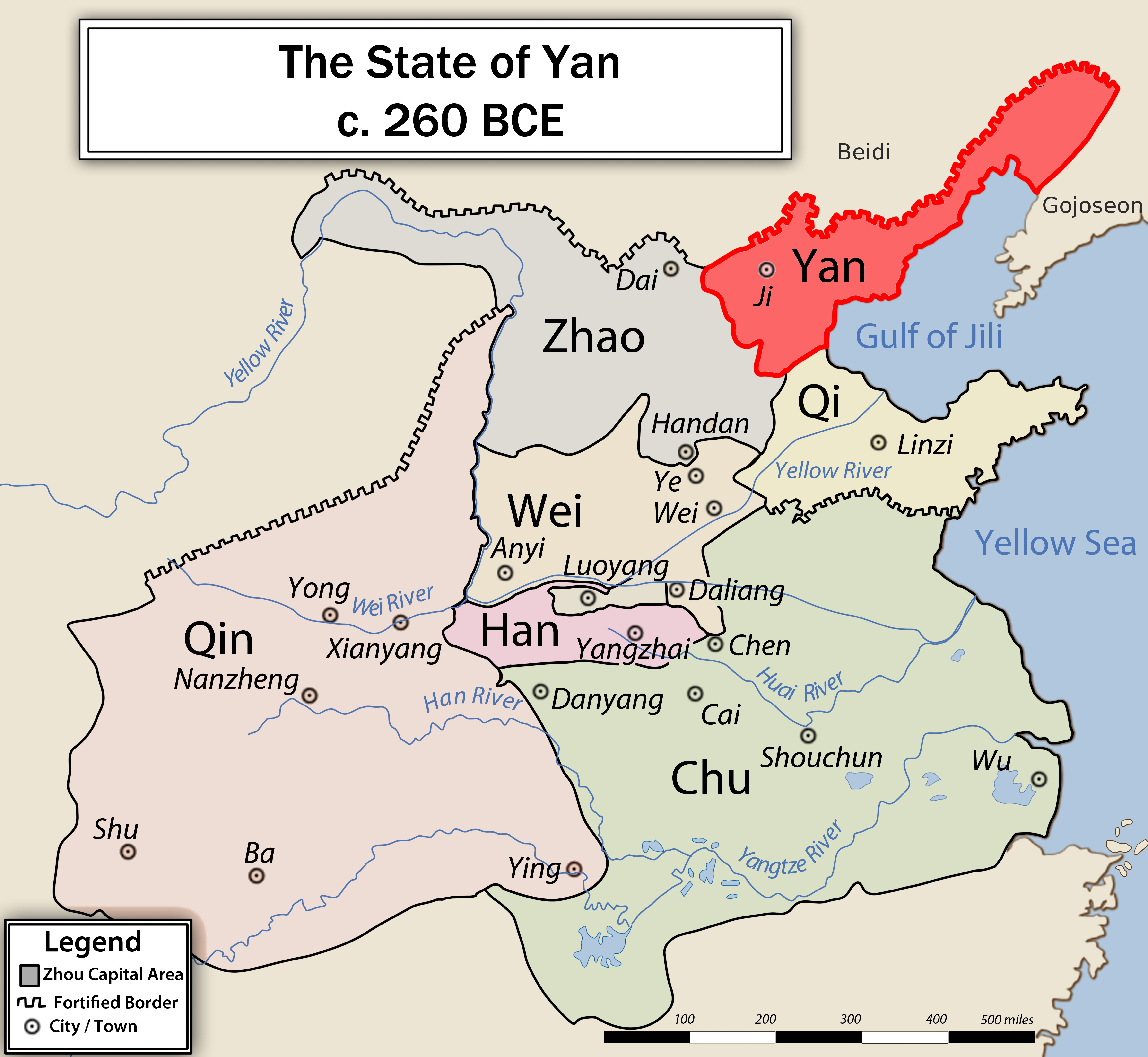
Ji fu capitale dello stato di Yan (in rosso) nel c.d. "Periodo degli Stati Combattenti".

La città-stato di Ji fu abitata dalla tribù dell'Imperatore Giallo durante la dinastia Shang e divenne uno degli stati vassalli della dinastia Zhou. Secondo le Registrazioni del grande storico di Sima Qian, il re Wu di Zhou, nell'undicesimo anno del suo regno (1145 a.C.), depose il re Zhou di Shang e conferì titoli ai nobili nel suo dominio, compresi i sovrani delle città-stato di Ji e Yan. Secondo il Libro dei riti, il re Wu di Zhou era così ansioso di stabilire la sua legittimità dopo la vittoria sugli Shang che prima ancora di scendere dal suo carro da guerra si proclamò discendente dell'Imperatore Giallo di Ji. A fronte di queste informazioni, il Governo Municipale di Pechino indica nel 1045 a.C. il primo anno d'esistenza della città.
A un certo punto della tarda dinastia Zhou occidentale o della prima dinastia Zhou orientale, il vicino stato di Yan conquistò Ji e fece della città la sua capitale. Lo stato Yan alla fine divenne una delle sette potenze del periodo degli Stati Combattenti (476-221 a.C.). I sovrani dello Yan costruirono diverse capitali e spostarono la loro capitale in risposta alla minaccia delle tribù nomadi del nord e dei regni confinanti a sud. Ji venne ascritta nelle cronache come Shangdu (上 都) o "Alta Capitale". Altre capitali di Yan includono: (1) il Liulihe nel sud del distretto di Fangshan di Pechino che fu capitale di Yan prima della conquista di Ji da parte di Yan; (2) Linyi (临 易) nelle attuali contee di Rongcheng e Xiong nella provincia di Hebei ove gli Yan trasferirono la loro sede negli anni 690 a.C.; (3) l'antica città di Doudian nel distretto di Liangxiang del Fangshan, nota come Zhongdu (中 都), o "Capitale Centrale"; e (4) Xiadu (下 都) o "Capitale inferiore ", un insediamento più grande a sud di Linyi, nella moderna contea di Yi, provincia di Hebei, che fu costruita nel 300 a.C. Quando lo stato di Qin invase Yan nel 226 a.C., la capitale tornò a Ji.
Si ritiene che la città di Ji fosse situata nella parte sud-occidentale dell'attuale Pechino, appena a sud di Guang'anmen nei distretti di Xicheng e Fengtai. I racconti storici menzionano una "Collina di Ji" a nord-ovest della città che corrisponderebbe al grande tumulo del Tempio della Nuvola Bianca, fuori Xibianmen, circa 4 km a nord di Guang'anmen. A sud e ad ovest di Guang'anmen, gli archeologi hanno rinvenuto resti di concentrate abitazioni umane risalenti almeno al 400 a.C. Nel 1956, durante la costruzione del viadotto sul fiume Yongding, furono scoperti 151 antichi pozzi risalenti al Periodo delle Primavere e degli Autunni, al Periodo degli Stati Combattenti ed alla dinastia Han. Nel 1957 fu trovata una piattaforma di terra battuta a sud del Guang'anmen insieme a piastrelle usate per la costruzione di palazzi. Da allora, diversi pozzi e piastrelle sono stati rinveuti, più densamente concentrati a sud di Xuanwumen e Hepingmen. Gli archeologi devono ancora scoprire i resti delle mura cittadine al tempo della dinastia Zhou che sono stati trovati nelle altre quattro capitali. Nel 1974, gli scavi intorno al Tempio della Nuvola Bianca hanno scoperto i resti delle mura della città ma tre tombe della dinastia Han orientale trovate sotto le mura indicano che le mura sono state post-datate. Il fatto che le altre quattro capitali siano state sepolte sotto terreni agricoli mentre l'area di Guang'anmen è una sezione densamente popolata di Pechino spiega la maggiore difficoltà nella ricerca delle rovine di Ji. Nel 2008, le autorità cittadine di Pechino hanno annunciato che gli sforzi archeologici avrebbero accompagnato i progetti di costruzioni nel sud della capitale alla ricerca di altri manufatti di Ji nell'era pre-imperiale.

## Prima Era Imperiale

### Dinastia Qin
Il generale Qin Wang Jian conquistò Ji nel 226 a.C. e il primo imperatore completò l'unificazione della Cina nel 221 a.C. Il paese fu organizzato in 48 comanderie. Ji era la capitale della Comanderia di Guangyang. Per impedire agli Stati conquistati di riguadagnare il loro potere, il Primo Imperatore ordinò la distruzione delle loro fortificazioni e le mura di Ji furono pertanto abbattute nel 215 a.C. (salvo essere ricostruite in seguito) tanto quanto la muraglia meridionale dello Yan che separava la pianura di Pechino dalla pianura centrale. Fu costruita una rete stradale imperiale nella quale Ji servì da incrocio per le strade che collegavano la pianura centrale con la Mongolia e la Manciuria. Il primo imperatore visitò Ji nel 215 a.C. e, per proteggere la frontiera settentrionale dagli Xiongnu, fece costruire la Grande Muraglia a nord di Ji e fortificò il Passo Juyong. I Qin arruolarono uomini da tutta la Cina che poi vennero stanziati nei forti a nord di Ji. Nel 209 a.C. un gruppo di coscritti ritardati nella loro marcia verso nord da inondazioni nella Cina centrale e per questo condannati a morte si ribellò sotto la guida di Chen Sheng e Wu Guang. La ribellione si diffuse a Ji, dove Han Guang rifondò il regno di Yan. Han Guang mandò il suo subordinato Zang Tu per aiutare il leader ribelle Xiang Yu che riuscì a catturare la capitale Qin di Xianyang nel 207 a.C. Xiang Yu quindi divise il paese in Diciotto Principati, nominando Zang Tu signore di Ji e Han Guang signore della vicina Liaodong. Han Guang rifiutò di cedere Ji a Zang Tu che prese allora la città con la forza e uccise Han Guang. Zang Tu si schierò quindi con Liu Bang, il signore del Sichuan, nella guerra contro Xiang Yu. Dopo che Liu Bang ebbe la meglio e fondò la dinastia Han, Zang Tu fu nominato Principe di Yan e governò il Principato di Yan da Ji.

### Dinastia Han

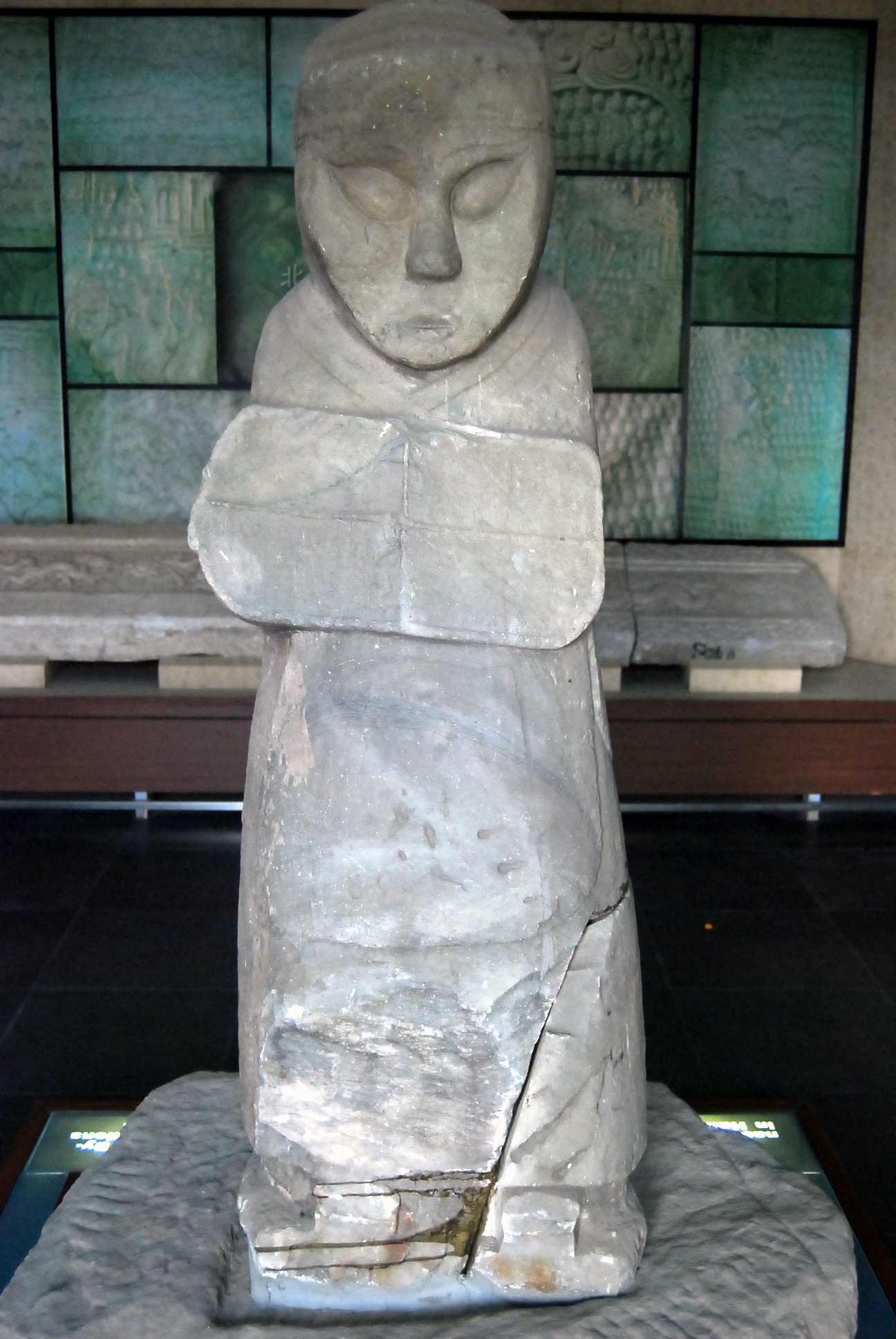
Statua di un uomo che regge lo scudo da una tomba della dinastia Han orientale scoperta nel letto del fiume Yongding nel distretto di Fengtai a ovest di Ji.

Quando la corte Han iniziò a eliminare gli ex sostenitori di Xiang Yu, Zang Tu si spaventò e si ribellò. Liu Bang, ora imperatore Gaozu, guidò personalmente una campagna contro Zang Tu a Ji. Zang Tu fu sconfitto e ucciso nel 206 a.C. L'imperatore Gaozu nominò il suo amico d'infanzia Lu Wan nuovo Principe di Yan salvo poi (195 a.C.) invadere Ji una volta divenuto sospettoso nei confronti di Lu Wan che fuggì nelle steppe per unirsi agli Xiongnu. Per rafforzare il controllo della regione, l'imperatore Gaozu mandò suo figlio Liu Jian a Ji come Principe di Yan. Dopo la morte di Liu Jian nel 181 a.C., la vedova di Gaozu, l'imperatrice Lü Zhi, controllava la corte Han e fece di suo nipote Lü Tong il Principe di Yan. Quando la reggenza dell'imperatrice Lü Zhi terminò (179 a.C.), Liu Ze divenne il Principe di Yan e la sua famiglia governò Ji per tre generazioni.
Nel 117 a.C., l'imperatore Han Wudi nominò Principe di Yan suo figlio Liu Dan che mantenne il titolo per 38 anni. Nel 106 a.C., Han Wudi organizzò il governo Han in 13 prefetture provinciali amministrate da un Ispettore (刺史 cishi) e Ji divenne centro della Prefettura di Youzhou, sovrapponibile al Regno Yan del Periodo degli Stati Combattenti e comprendente le comanderie di Shanggu, Zhuo, Guangyang, Bohai, Yuyang, Beiping "destra", Liaoxi, Liaodong, Xuantu e Lelang. Alla morte del padre, Liu Dan cospirò con l'imperatrice Gaichang e Sang Hongyang per usurpare il trono ma la trama fallì e Liu Dan fu costretto a suicidarsi (80 a.C.). Il Principato di Yan fu commutato nella Comanderia di Guangyang. Nel 73 a.C., il figlio di Liu Dan, Liu Jian, venne nominato Principe di Guangyang e la comanderia divenne allora Principato di Guangyang (la tomba di Liu Jian è oggi nel Mausoleo Dabaotai nel Distretto di Fengtai). Suo nipote Liu Jia fu spodestato quando Wang Mang prese per sé il trono di Han fondando la dinastia Xin e il Principato di Guangyang divenne Principato di Guangyou.
Durante la dinastia Han orientale, Youzhou era una delle 12 prefetture e conteneva una dozzina di comanderie subordinate tra cui quella di Guangyang. Nel 24 d.C., Liu Xiu trasferì la sede prefettizia di Youzhou dalla contea di Ji (nell'odierna Tianjin) alla città di Ji. Nel 96 d.C., la città di Ji fu sede sia della comanderia di Guangyang sia di Youzhou.
Verso la fine della dinastia Han orientale, il comandante di Fanyang era Liu Yan, meglio conosciuto come governatore della provincia di Yizhou qualche anno dopo. Dopo la restaurazione di Liu Yan, Liu Yu divenne il comandante di Yizhou. Il suo subordinato, Gongsun Zan, alla fine attaccò Youzhou e uccise Liu Yu, diventando il comandante di Fanyang.

### Dinastie Wei, Jin e le c.d. "Dinastie del Nord"

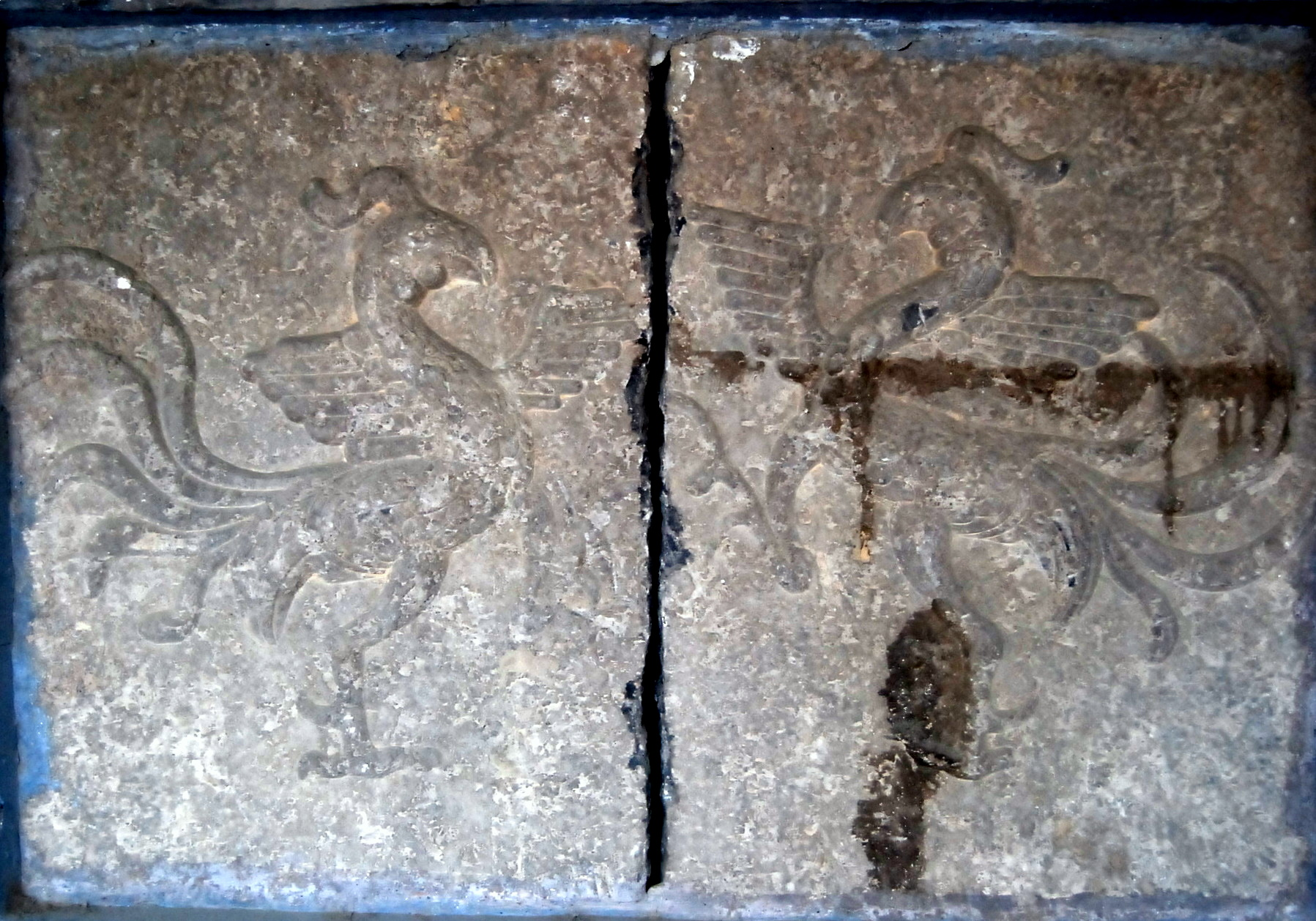
Scultura in rilievo di uccelli dei primi periodi delle Sei dinastie (Regno Wei o Dinastia Jin)

Durante i Tre Regni, il Regno di Wei controllava dieci delle prefetture della dinastia Han, tra cui Youzhou e la sua capitale Ji. Il regno di Wei riorganizzò e decentralizzò il controllo delle comanderie sotto Youzhou. Il comando di Guangyang divenne lo stato di Yan (燕 国) che aveva quattro contee (Ji, Changping, Jundu e Guangyang) e la sua capitale a Ji. La comanderia di Fanyang era governata dalla contea di Zhuo. La Comanderia di Yeryang era governata da Yuyuang (nel moderno distretto di Huairou), la Comanderia di Shanggu era governata da Juyong (nella moderna Contea di Yanqing di Pechino).
La corte Wei istituì uffici a Youzhou per gestire i rapporti con Wuhuan e Xianbei. Per sostenere le truppe di presidio aa Youzhou, nel 250 il governatore costruì il Lilingyan, un sistema di irrigazione che migliorò notevolmente la produzione agricola nelle pianure intorno a Ji.
Ji fu degradato a capoluogo di contea durante la dinastia Jin occidentale (晋) che rese la vicina contea di Zhuo, nell'odierna provincia di Hebei, la capitale prefettizia di Youzhou. All'inizio del IV secolo, la dinastia Jin occidentale fu rovesciata dai popoli delle steppe che si stabilirono nel nord della Cina, creando una serie di regni prevalentemente di breve durata. Durante questo periodo c.d. dei "Sedici Regni", la città di Ji fu successivamente controllata dai Di (Qin), dai Jie (Zhao), dai Xianbei (Yan) e dagli Yan posteriori.
Nel 319, Shi Le, fondatore della dinastia Zhao posteriore, strappò Ji a Duan Pidi, un capo degli Xianbei nominalmente fedele alla dinastia Jin. Nel 349, Ran Min, un generale di etnia Han, prese il controllo del regno che ribattezzò Ran Wei (350) ma prima che potesse conquistare Ji, la città fu occupata da Murong Jun che sconfisse Ran Min e distrusse il Ran Wei. Nel 352, Murong Jun si proclamò imperatore e fece di Ji la capitale dell'ex regno di Yan. Cinque anni dopo, la capitale dello Yan fu spostata più a sud verso Ye, nel sud dell'Hebei.
Nel biennio 369-370, gli ex Qin, guidati da Fu Jiān, un Di, sconfissero gli ex Yan e unificarono brevemente la Cina settentrionale. Dopo aver perso la Battaglia di Feishui (383), il controllo degli ex Qin si sbriciolò quando gli Yan posteriori, i Wei del Nord e altri regni si staccarono. Nel 385, gli Yan settentrionali, sotto Murong Chui, presero Ji agli ex Qin. Intorno al 398, l'ex governatore Yan di Ji, Gao Hu, si arrese agli Wei del Nord guidati dal clan Tuoba degli Xianbei che fondarono così la loro dinastia. Ji divenne allora centro della prefettura di Youzhou restando tale sotto i Wei orientali, i Qi settentrionalei e gli Zhou settentrionali.

### Dinastie Sui e Tang

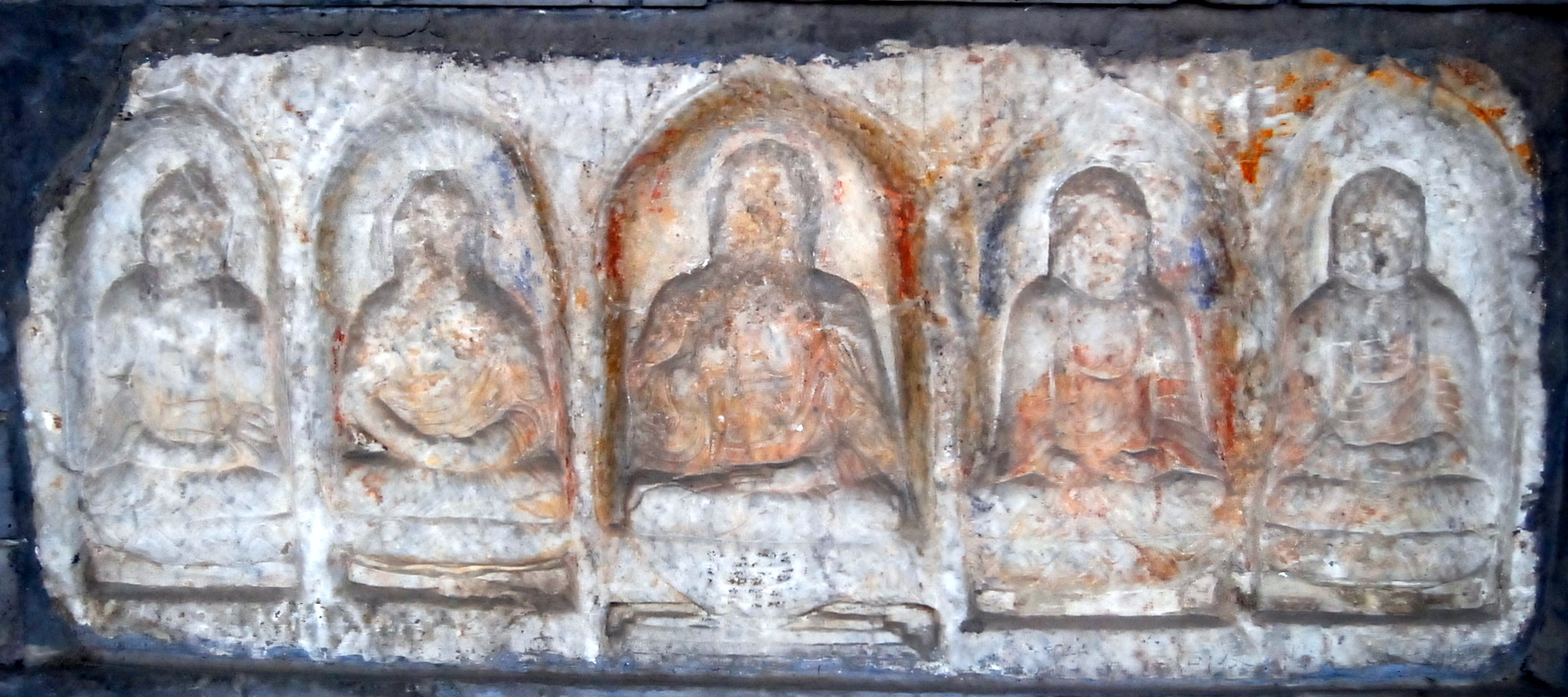
Scultura buddista dell'era Tang di Li Shourong.

Durante la dinastia Sui, Youzhou divenne Zhuojun o Comanderia di Zhuo e Ji ne rimase la capitale. L'imperatore Yang di Sui mobilitò milioni di uomini e donne per costruire il Gran Canale a Zhuojun, per trasportare uomini e materiale per le sue campagne contro Goguryeo. Fuori da Ji, il Palazzo Linshuo fu costruito nel 609 per ospitare l'imperatore durante i suoi viaggi verso la Corea. Il brutale regno dell'Imperatore Yang portò ribellioni contro la dinastia Sui. Quella guidata da Dou Jiande originò nel Zhuojun e portò all'assedio Ji nel 620, ma fu sedata da Luo Yi, un generale Sui che si unì poi all'insurrezione di Li Yuan contro i Sui. Li Yuan, vittorioso, fondò la dinastia Tang.
Sotto i Tang (618–907) e i Jin posteriori (936–947), Fanyang fu un importante presidio militare e un centro commerciale. A nord della città si trovava la regione militare di Yingzhou (营 州) con Daizhou (代 州) a ovest.
La riorganizzazione amministrativa dei Tang ridussero le dimensioni di una prefettura da quelle di una provincia a quella di una comanderia. Zhuojun divenne "Youzhou", una delle oltre 300 prefetture dell'Impero Tang. Con la creazione di una prefettura separata chiamata Jizhou (蓟州) nell'attuale Tianjin nel 730, il nome Ji passò a Tianjin dove esiste ancor'oggi una Contea di Ji (蓟县). A Pechino, la città di Ji divenne gradualmente conosciuta come Youzhou.
La sede del governo di Youzhou rimase al suo posto ma assunse nomi leggermente diversi. Nel 616, il governo fu chiamato Youzhou Zongguanfu (幽州 总管 府); nel 622, Youzhou Dazongguanfu (幽州 大 总管 府); nel 624, Youzhou Dadudufu (幽州 大 都督府) e nel 626, Youzhou Dudufu (幽州 都督府).
Nel 645, l'imperatore Taizong lanciò un'altra guerra contro Goguryeo usando Ji come base operativa avanzata. Sconfitto gravemente, si ritirò in città e vi costruì il Tempio Fayuan nella periferia occidentale per commemorare i morti di guerra.
Dal 710, il capo del governo di Youzhou divenne un jiedushi, un comandante militare regionale. Nel 742 Youzhou fu ribattezzato Comanderia di Fanyang (范阳 郡). Nel 759, durante la ribellione An-Shi, Shi Siming si dichiarò imperatore della Grande dinastia Yan e fece di Fanyang, "Yanjing" (燕京 "Capitale dello Yan"). Quando la ribellione fu soppressa, la sede del governo divenne Youzhou Lulong Dudufu (幽州 卢龙 都督府).

### Dinastie Liao, Jin e Yuan
Sotto la dinastia Liao (907–1125), la città fu ribattezzata Nanjin (南京) e fu la capitale meridionale di Liao. Era ancora nota come Yanjing. Sotto la successiva dinastia Jin (1115–1234), la città fu chiamata Zhongdu (中 都) e ne fu la capitale centrale. Dopo che i mongoli presero la città, questa tornò a chiamarsi Yanjing mentre una nuova città, voluta quale capitale dell'impero mongolo, sorse poco più a nord della sua cinta: Khanbaliq, centro di potere della dinastia Yuan.

## Significato moderno
Nel 2002, l'allora governo del distretto di Xuanwu fece erigere un pilastro commemorativo nel Parco Binhe lungo la Seconda Tangenziale occidentale, a sud del Tempio di Tianning, per contrassegnare la posizione di Jicheng e la sua importanza per la storia di Pechino. Nel 2009, l'Amministrazione per i Beni Culturali di Pechino ha reso lo studio e la riscoperta di Ji sotto gli Zhou Occidentali, al tempo delle Primavere e degli Autunni, degli Stati Combattenti, dei Qin e degli Han una priorità negli studi archeologici della città.